# Acrostegastes
Acrostegastes is een geslacht van rechtvleugeligen uit de familie veldsprinkhanen (Acrididae). De wetenschappelijke naam van dit geslacht is voor het eerst geldig gepubliceerd in 1896 door Karsch.

## Soorten
Het geslacht Acrostegastes omvat de volgende soorten:
- Acrostegastes affinis Schulthess Schindler, 1898
- Acrostegastes florisi Baccetti, 1984
- Acrostegastes glaber Karsch, 1896
- Acrostegastes mollipes Karsch, 1896
- Acrostegastes rougeoti Donskoff, 1977